# Ca l'Illa (Poblenou)
Ca l'Illa és una antiga fàbrica del Poblenou de Barcelona que ocupa l'illa sencera dels carrers Bolívia, Puigcerdà, Maresme i Marroc, amb la porta d'entrada al xamfrà dels dos primers. Està catalogada com a Bé cultural d'interès local.

## Història
A principi del segle xx, la societat Vídua (i Fills) d'Antoni Illa, dedicada al blanqueig de teixits i aprestos, era instal·lada al carrer de Pujades, 140-142 cantonada amb el passatge de Masoliver. El 1930, el successor Vicenç Illa i Cerdà va fer construir algunes naus i la xemeneia al carrer de Bolívia, en una zona gairebé sense urbanitzar al costat de la Riera d'Horta. L'encarregat del projecte fou l'arquítecte Carles Martínez Sánchez, vinculat al GATCPAC, que a la dècada següent va fer-ne una ampliació, el que va donar lloc al conjunt actual.
Es té notícia que durant la vaga de tramvies del 1951 els treballadors de Ca l'Illa van fer una barricada amb una llarga i pesada biga en mig del carrer de Pere IV.
El 1973, la fàbrica es va incendiar i va haver de ser reformada diverses vegades al llarg de la década. El 1993 es va liquidar l'empresa i des de llavors l'espai està ocupat per diferents activitats.

## Descripció
Malgrat que es va construir en dues fases té un aspecte unitari. Les diferents naus ocupen els quatre costats de l'illa i en l'espai interior fan forma de «U» amb un braç més llarg que l'altre; el braç més llarg queda adossat de forma perpendicular a l'edificació del carrer Maresme i dos ponts uneixen aquesta estructura central amb les perimetrals. A l'interior queden dos patis.
Les diferents estructures van des de la planta baixa i pis a planta baixa i tres pisos. Té un aspecte general molt massís i compacte. La decoració de les façanes entronca amb l'Art déco. Són d'obra vista i tenen un ritme regular marcat per grans finestres quadrangulars separades per pilastres amb capitell llis; aquestes pilastres estan formades per peces rectangulars que poden ser llises o amb punta de diamant. A l'interior, les estructures s'enriqueixen amb arcs de mig punt i cornises decoratives.
Dins del recinte destaca la torre-campanari del rellotge que és de planta quadrada. Tres cares només tenen obertures a la part superior que són un conjunt de tres finestres, d'arc rebaixat les laterals i rectangular la central. La cara que dona a l'interior té la porta d'entrada i quatre nivells de finestres. Les cantonades estan emmarcades amb pilastres.
Encara es conserva la xemeneia d'obra vista. Té una base quadrangular rematada per un fris i una cornisa. La xemeneia té forma troncocònica i acaba amb una motllura llisa. Té repartides una sèrie d'anelles metàl·liques de forma regular.